# Trojstvo
Trojstvo ili Presveto Trojstvo u kršćanstvu je naziv za Boga kada se želi naglasiti nauk da je on jedan, a istovremeno ga čine tri osobe: Bog Otac, Isus i Duh Sveti.
To je jedna od temeljnih istina kršćanstva i većina kršćanskih crkava vjeru u Trojstvo drže definicijom kršćanstva.

## Dogma
Prije prihvaćanja trojstva kao dogme kršćanstva na Nicejskome saboru 325. godine postojale su različite ideje odnosa triju božanskih osoba kao što su sabelianizam, arijanizam, triteizam i tako dalje.
Dogmatski se trojstvo definirano ovako: božanska bīt, suština ili narav (supstancija) predstavlja jedinstvo božanskoga bića, a uzajamna različitost pokazuje se pojmom osobā (persona, hipostaza). Tri su osobe Sin ili Logos, Duh Svezi i Otac. Odnos između osoba naziva se odnošaj (relacija). Sin je rođen od Oca, a Duh Sveti izlazi iz Oca i Sina (po katoličkome nauku, lat. Fillioque), to jest od Oca po Sinu (pravoslavni nauk).
Katekizam Katoličke Crkve o Trojstvu iznosi (br. 253): 
»Trojstvo je jedno. Ne ispovijedamo tri boga, nego jednoga jedinog Boga u trima osobama: istobitno Trojstvo. Božanske osobe ne dijele među sobom jedino božanstvo, nego je svaka od njih potpuno Bog: Otac je isto što i Sin,  Sin je isto što i Otac, Otac i Sin su isto ono što i Duh Sveti, to znači po naravi jedan Bog. Svaka je od triju osoba ta zbilja, tj. božanska suština, bit i narav.«

## U Bibliji
Po kršćanskome vjerovanju Bog kao Presveto Trojstvo objavio se prilikom Isusova krštenja na rijeci Jordan: Kad se krstio sav narod, krstio se i Isus. I dok se molio, rastvori se nebo, siđe na nj Duh Sveti u tjelesnom obličju, poput goluba, a glas se s neba zaori: 'Ti si Sin moj, Ljubljeni! U tebi mi sva milina!' (Lk 3,21-22)
Trojstvo Božje u Novom zavjetu pojavljuje se i drugdje: Ivan 10:30 i 33 objašnjavaju da su Otac i Sin jedno, Prva poslanica Korinćanima 3:16 i Matej 10:20 pokazuju da su Otac i Duh jedno, Poslanica Rimljanima 8:9 jasno kaže da su Sin i Duh jedno, a Ivan 14:16, 18 i 23 pokazuju da su Otac, Sin i Duh jedno.
U Starom zavjetu prvi stih kaže: "U početku je Bog ...". Na hebrejskom, riječ za "Bog" je "El-אֵל". Ali u prvom se stihu koristi oblik množine te riječi: "Elohim - אֱלהִים". Također imamo naznaku u 26. stihu: „Tada je Bog rekao: 'Načinimo čovjeka kao sliku onoga što Jesmo, da bude poput Nas.'“ Sam Bog govori u prvom licu množine. Jedna od najjasnijih referenci o trojstvu Boga u Starom zavjetu je Izaija 48:16, proročki stih koji je izgovorio Gospodin (Isus Krist). Taj stih stavlja sva tri člana Božanstva u jedan stih: „Primakni Mi se i slušaj ovo: od početka vam ne govorim u tajnosti, a kad se to dogodi, Ja sam tamo. A sada Me Gospodar BOG poslao sa Svojim Duhom.“

## Liturgija
U Katoličkoj Crkvi svetkovina Presvetog Trojstva slavi se u nedjelju nakon blagdana Duhova.

## U umjetnosti
Budući da su stariji kršćanski slikari htjeli dati snažnu sliku Trojstva, obično su birali jedan od sljedećih načina prikazivanja Trojstva: Isus je prikazan u ljudskom obliku ili predstavljen simbolom križa ili Jaganjca, nad njim lebdi Duh Sveti predstavljen u obliku goluba, a iznad se vidi poprsje Boga Oca ili samo oblak kroz koji pruža ispruženu ruku.
Potom su i Otac i Sin predstavljani cjelovitim tijelom (Isus se može prepoznati po ranama od čavala na rukama i stopalima), a između njih lebdi golub čija je glava, kao i kod Oca i Sina, okružena aureolom.
Poslije su sve tri osobe predstavljane u ljudskom obliku sjedeći jedni pored drugih: Otac u sredini s kraljevskom krunom ili papinskom tijarom, desno od njega je Isus s kraljevskom krunom a lijevo Duh Sveti izgledom mlađi od Oca i Sina. Ipak, Duh Sveti najčešće se pojavljuje u obliku goluba što je bilo i najlakše razumjeti.

## Vanjske poveznice
Ostali projekti
|  | Zajednički poslužitelj ima još gradiva o temi Presveto Trojstvo |
|  | Wikizvor ima izvorni tekst Molitva Presvetom Trojstvu           |
|  | Wikicitati imaju zbirke citata o temi Trojstvo                  |

Mrežna mjesta
- Ivan Šoltić, Sakrivena geometrija crkvenih otaca (2016.)
- Tema 5: Presveto Trojstvo, opusdei.org (IA)
- Snježana Majdandžić-Gladić, Svetkovina Presvetoga Trojstva, www.vjeraidjela.com, objavljeno 5. lipnja 2020. (IA), pristupljeno 31. svibnja 2021.